# Nagatachō Strawberry
Nagatachō Strawberry (永田町ストロベリィ?, Nagatachō Sutoroberyi) è un manga shōjo scritto e disegnato da Mayu Sakai che è stato raccolto in cinque volumi tankōbon.

## Trama
Hime Ichinose, figlia del primo ministro del Giappone, inizia il suo primo anno al liceo cercando di non rivelare la sua vera identità per paura di essere presa di mira, come alle medie, da ragazzi che vedono in lei solo il potere del padre.
Nella sua nuova scuola, Hime incontra Natsuno Kirihara, un ragazzo bellissimo, che si fa pagare per uscire con le ragazze. Dopo una forte antipatia iniziale, Hime se ne innamora e lo convince a smettere, aiutandolo a trovare un lavoro serio per aiutare la madre malata.
Non mancano però gli imprevisti: chi si finge amico di Hime solo per poter raggiungere il Primo Ministro, chi fa scoppiare scandali nazionali e chi si mette in mezzo alla storia tra Hime e Natsuno.
Ma la ragazza con determinazione riuscirà a raggiungere la felicità.